# Naudedrillia nealyoungi
Naudedrillia nealyoungi é uma espécie de gastrópode do gênero Naudedrillia, pertencente a família Pseudomelatomidae.